# The Girl Guide Association of Barbados
The Girl Guide Association of Barbados (GGAB, in italiano Associazione Ragazze Guide delle Barbados) è l'organizzazione nazionale del Guidismo nelle Barbados. Questa conta 3.863 membri (nel 2003). Fondata nel 1918 l'associazione diventa membro effettivo del World Association of Girl Guides and Girl Scouts (WAGGGS) nel 1969.
L'emblema dell'associazione raffigura un tridente come nella bandiera delle Barbados sotto ad una stella a otto punte (۞).

## Programma
| Suddivisione in branche | Suddivisione in branche | Suddivisione in branche | Suddivisione in branche |
| Nome branca             | Fascia d'età            |                         |                         |
| ----------------------- | ----------------------- | ----------------------- | ----------------------- |
| Blossoms                | 5-7                     |                         |                         |
| Brownies                | 7-11                    |                         |                         |
| Girl Guides             | 10-16                   |                         |                         |
| Rangers                 | 14-25                   |                         |                         |
| Young Leaders           | 15-23                   |                         |                         |
|                         |                         |                         |                         |

L'associazione è divisa in due sezione con cinque sotto sezioni in rapporto all'età:
- Sezione Junior:
  - Blossoms - dai 5 ai 7 anni
  - Brownies - dai 7 agli 11
- Sezione Senior:
  - Girl Guides - dai 10 ai 16 anni
  - Rangers - dai 14 ai 25
  - Young Leaders - dai 15 ai 23